# Brayan Hernández
Brayan Hernández (El Carmen de Viboral, Antioquia, 11 de marzo de 1997) es un ciclista profesional colombiano. Desde 2020 corre para el equipo colombiano Colombia Tierra de Atletas-GW Bicicletas de categoría Continental.

## Biografía
Brayan Hernández comenzó su carrera como ciclista en la población antioqueña del Carmen de Viboral, desde hace años se ha destacado en las categorías juveniles como uno de los ciclistas con mejor proyección deportiva. De perfil escalador, Brayan ha sido campeón de la Vuelta del Porvenir de Colombia, así como del Campeonato de Colombia Contrarreloj Junior y campeón de varias carreras del calendario antioqueño en la categoría juvenil. En el año 2016 pasó al profesionalismo gracias a la oportunidad del técnico Gabriel Jaime Vélez, quien lo llevó al proceso juvenil del equipo Orgullo Paisa, y en la actualidad es corredor del equipo Bicicletas Strongman donde ha participado en la Vuelta a Colombia 2018, siendo ganador de la clasificación de la montaña y el ganador del mejor novato.
Es hermano de la ciclista colombiana Lina Marcela Hernández

## Palmarés
2013
- Campeonato de Colombia Contrarreloj Junior

2014
- Vuelta del Porvenir de Colombia más 1 etapa

## Equipos
- Orgullo Antioqueño (2016-2017)
- Bicicletas Strongman[4] (2018-2019)
- Colombia Tierra de Atletas-GW Bicicletas (2020-)